# Rumipamba (Tungurahua)
Rumipamba ist eine Ortschaft und eine Parroquia rural („ländliches Kirchspiel“) im Kanton Quero der ecuadorianischen Provinz Tungurahua. Die Parroquia besitzt eine Fläche von 35,07 km². Die Einwohnerzahl lag im Jahr 2010 bei 2973.

## Lage
Die Parroquia Rumipamba liegt im Anden-Hochtal von Zentral-Ecuador im äußersten Süden der Provinz Tungurahua. Sie hat eine Längsausdehnung in SSW-NNO-Richtung von 12 km. Sie erstreckt sich über eine Hochfläche östlich des Río Quero und reicht im Süden bis zum Gipfel des 4430 m hohen Culicasanza. Der Ort Rumipamba befindet sich 5 km südwestlich vom Kantonshauptort Quero auf einer Höhe von 3160 m.
Die Parroquia Rumipamba grenzt im Norden und im Osten an die Parroquia Quero, im Süden an die Provinz Chimborazo mit den Parroquias Santa Fé de Galán und San Isidro de Patulú (beide im Kanton Guano) sowie im Westen an die Parroquia Yanayacu.

## Geschichte
Der Ort Rumipamba wurde 1926 gegründet. Im Jahr 1987 wurde das Gebiet zu einer Parroquia erhoben. Am 19. Mai wurde ein entsprechendes Gesetz verabschiedet, am 12. November folgte die Bekanntmachung im Registro Oficial N°809. Im Jahr 2001 brach der nahe gelegene Vulkan Tungurahua aus. Es kam in der Folge zu einem Ascheregen über der Region. Im Jahr 2006 kam es erneut zu einem Ausbruch des Tungurahua, der zu größeren Schäden in der Landwirtschaft führte.